# 1980년 엘아스남 지진
1980년 엘아스남 지진은 1980년 10월 10일 오후 1시 25분 23초(현지 시각)에 발생한 모멘트 규모 Mw7.1, 수정 메르칼리 진도 계급 기준 최대진도 X의 지진이다. 이 지진은 알제리 엘아스남(현재의 슐레프)를 진앙으로 일어났다. 이 지진은 진앙에서 550 km 이상 떨어진 곳에서도 느껴졌으며 최대 35초의 흔들림이 지속되었다. 이 지진은 알제리에서 일어난 최대 규모의 지진으로 기록되었으며, 본진 발생 3시간 후 규모 M6.2의 여진이 발생했다. 이 지진으로 약 42 km 길이의 지반 파열이 발생했으며 최대 수직이동은 4.2 m로 기록되었다. 전진은 기록되지 않았다. 공동 진원 결정 기술을 사용해 1960년 엘아스남 지진은 1954년 슐레프 지진과 매우 가까운 곳에서 발생한 것으로 밝혀졌다. 이전까진 알려지지 않았던 역단층에서 발생했다.
이 지진은 알제리 역사상 최대 규모의 지진이자, 1790년 오랑 지진 이후 아틀라스산맥에서 발생한 최대 규모의 지진이다.

## 여진
1980년 10월 10일부터 1981년 1월 31일 사이 규모 M2 이상의 여진이 총 600회, 규모 M4 이상의 여진이 50차례 일어나는 등 본진 이후 여러 차례 여진이 일어났다.

## 쓰나미
지진으로 조수계에 최대 0.7 m의 미약한 쓰나미가 관측되었다.

## 피해
이 지진은 알제리의 인구밀집지역에 일어나 최대 90만명이 피해를 입었다. 지진으로 주택 25,000채가 파괴되고 30만명 이상의 주민이 집을 잃었다. 지진으로 가옥 이외에도 주요 병원, 중앙 모스크, 여학교 등 도시 주요 인프라도 파괴되었다. 특히 진앙 인근 병원이 파괴되어 부상자들이 최대 160 km 떨어진 병원으로 이송될 정도로 피해가 심각했다. 본진과 최대여진으로 총 2,633명이 사망했고 8,369명이 부상을 입었다. 지진으로 약 52억 달러의 재산 피해가 있었으며 이는 당시 알제리 1년 GDP의 22%에 해당되는 규모이다.

## 같이 보기
- 1954년 슐레프 지진
- 알제리의 지진 목록
- 1980년 지진